# Bute (Grafschaft)
| Traditionelle Grafschaft Buteshire | Traditionelle Grafschaft Buteshire |
| ---------------------------------- | ---------------------------------- |
|                                    |                                    |

Bute oder Buteshire (schottisch-gälisch Siorrachd Bhòid) ist eine kleine traditionelle Grafschaft im Südwesten Schottlands.
Die Grafschaft besteht aus sieben Inseln im Firth of Clyde: Bute, Inchmarnock, Great Cumbrae, Little Cumbrae und Arran mit seinen vorgelagerten kleinen Inseln Lamlash und Pladda. Sitz der Grafschaft ist die Stadt Rothesay auf der Insel Bute.
Im Jahre 1703 wurde der Titel des Earl of Bute von Königin Anne geschaffen, der im Jahre 1796 von König Georg III. zu demjenigen eines Marquess of the County of Bute aufgestuft wurde. Der Titel ist seit dem Ende des 18. Jahrhunderts im Besitz der Familie Crichton-Stuart, der aktuelle Titelträger ist der 7. Marquess of Bute. Die Stadt Rothesay ist ein eigenständiges Herzogtum, das im schottischen Königreich dem Thronfolger zustand und im Vereinigten Königreich als einer der Titel des Prince of Wales firmiert.
Historisch bedeutende Orte sind Rothesay Castle und Brodick Castle.
Die Inseln Bute und Inchmarnock gehören zur Council Area Argyll and Bute, Great und Little Cumbrae sowie Arran mit den vorgelagerten Inseln zur Council Area North Ayrshire.